# Vương tử Faisal bin Al Hussein
Hoàng tử Feisal của Jordan (tiếng Ả Rập:: فيصل بن حسين; sinh ngày 11 tháng 10 năm 1963) là con trai của vua Hussein và công nương Muna, và là em trai của Quốc vương Abdullah II.

## Giáo dục
Feisal được sinh ra ở Amman, Jordan. Đầu tiên ông được học tại Amman, năm 1970 Feisal đã được gửi tới Vương quốc Anh, ông đã theo học tại trường St Edmund, Hindhead ở Surrey. Năm sau, ông chuyển đến Hoa Kỳ, nơi ông đã nhập học tại trường Berment ở Deerfield, Massachusetts trong hai năm. Sau đó ông chuyển trường một lần nữa, thời gian này ông học tại trường Eaglebrook, cũng ở Deerfield. Vào năm 1978, Feisal bắt đầu tiếp cận hệ giáo dục trung học của mình tại trường St. Albans ở Washington, DC và tốt nghiệp vào năm 1981. Ông học tiếp lên đại học tại trường Đại học Brown và tốt nghiệp vào năm 1985 với bằng Kỹ sư kỹ thuật điện. Trong những năm đại học của mình, Feisal đã học để trở thành phi công.

## Hôn nhân và con cái
Faisal kết hôn Alia Tabba vào tháng 08 năm 1987. Alia là con gái của Sayyid Tawfik al-Tabbah, người sáng lập và chủ tịch của Hàng hàng không Hoàng gia Jordan và vợ ông, Lamia Addem. Họ có bốn người con với nhau: 
- Công chúa Ayah (11 tháng 02 năm 1990)
- Hoàng tử Omar (22 tháng 10 năm 1993)
- Công chúa Sara (27 tháng 03 năm 1997) (sinh đôi với Aisha)
- Công chúa Aisha (27 tháng 03 1997) (sinh đôi với Sara)

Hoàng tử Feisal và Công nương Alia [3] ly hôn vào tháng 04 năm 2008.